# Internationale Allianz für Kunst und Unterhaltung

Logo

Die Internationale Allianz für Kunst und Unterhaltung (englisch International Arts and Entertainment Alliance; kurz IAEA) ist eine der Globalen Gewerkschaftsföderationen. Der Verband ist ein Zusammenschluss von drei selbstständig agierenden internationalen Dachverbänden von Musikern, Bühnenkünstlern und Medienarbeitern:
- FIM – Fédération Internationale des Musiciens,
- FIA – Fédération Internationale des Acteurs und
- dem Sektor Medien, Unterhaltung & Kunst / MEI der UNI Global Union,

Diese vertreten zusammen circa 800.000 Mitglieder von ca. 300 Einzelgewerkschaften in etwa 70 Ländern. Der europäische Zweig der IAEA ist die Europäische Allianz für Kunst und Unterhaltung (EAEA).